# Jay Barney
 (décembre 2017).
Si vous disposez d'ouvrages ou d'articles de référence ou si vous connaissez des sites web de qualité traitant du thème abordé ici, merci de compléter l'article en donnant les références utiles à sa vérifiabilité et en les liant à la section « Notes et références ».
Pour les articles homonymes, voir Kleinschmidt et Barney.
John Bernard Kleinschmidt, connu sous le nom de scène Jay Barney (né  le 14 mars 1913 à Chicago et mort le 19 mai 1985  à Allentown, Pennsylvanie) est un acteur américain connu notamment pour ses rôles dans La Déchirure (1984), Sunday Showcase (1961) et The Big Fisherman (1959).
Il a été marié à Mercedes Rita Dirksen.

## Filmographie partielle

### Cinéma
- 1950 : 711 Ocean Drive de Joseph M. Newman : Détective Carter
- 1955 : Battle Taxi de Herbert L. Strock
- 1955 : Ange ou Démon (The Shrike) de José Ferrer
- 1959 : Simon le pêcheur (The Big Fisherman) : Jean le Baptiste
- 1961 : Sunday Showcase : général Longstreet
- 1961 : Hold-up au quart de seconde (Blueprint for Robbery) : Red Mack
- 1968 : Les Pervertis (Pretty Poison)
- 1984 : La Déchirure (The Killing Fields) : le père de Schanberg

### Télévision
- 1962-1965 : Perry Mason (série télévisée)